# Recchia
Recchia é um género botânico pertencente à família Surianaceae.
1. ↑  «Recchia — World Flora Online». www.worldfloraonline.org. Consultado em 19 de agosto de 2020